# Maria Helena da Costa Dias
Maria Helena Ferreira Chaves da Costa Dias (Porto Inglês, Ilha do Maio, Cabo Verde, 1917 – Lisboa, 1999) foi uma escritora portuguesa.
Era filha do engenheiro Raul Pires Ferreira Chaves e de sua mulher Elvira da Conceição Ribeiro Ferreira Chaves. Irmã do arquitecto Jorge Ferreira Chaves. Sobrinha da pintora Maria Alexandrina Pires Chaves, de Olímpio Ferreira Chaves e de João Carlos Pires Ferreira Chaves.
Frequentou o 1.º ano do Curso Especial de Arquitectura da Escola de Belas Artes de Lisboa em 1935-1936, ingressando posteriormente na Faculdade de Letras da Universidade de Lisboa, onde foi colaboradora do jornal cultural Horizonte.
A 15 de outubro de 1943, casou civilmente em Lisboa com Augusto da Costa Dias, escritor e investigador da literatura e cultura portuguesa, com quem colaborou. Deste casamento nasceram Luís Augusto e Maria José da Costa Dias. Foram padrinhos de casamento os pais da noiva, Raul Pires Ferreira Chaves e sua mulher Elvira da Conceição Ribeiro Ferreira Chaves, bem como a mãe e o irmão do noivo. Teve também assídua actividade na área da tradução e adaptação de livros de autores estrangeiros.

## Obras publicadas
- Animais esses desconhecidos (capa e ilustrações de Tóssan). Lisboa: Portugália, 1965.

- A história da coelhinha branca (ilustrações de João Câmara Leme). Lisboa: Portugália, 1967.

### Traduções, adaptações, organização

#### Adaptação
- Suzanne Henriette Chandet - Cozinha de urgência. Lisboa: Portugália, 1962. [3]
- Victor Hugo - Gavroche (de Os miseráveis). Lisboa: Portugália, 1964.
- Mad H. Giraud - O desaparecimento de Sir Jerry. Lisboa: Portugália, 1966.
- Herman Melville - Benito Cereno. Lisboa: Portugália, 196-?. (versão de Maria Helena da Costa Dias)
- Odette Joyeux - A idade feliz. (capa de João Câmara Leme). Lisboa: Portugália, imp. 1967.
- Camille Mirepoix - O leão Heitor. (ilustrações de Tóssan). Lisboa: Portugália, 196-?.

#### Tradução
- Georges Duby - As três ordens ou o imaginário do feudalismo. Lisboa: Estampa, 1982. (tradução)
- Jose Angel Garcia de Cortazar; Ruiz de Aguirre - História rural medieval. Lisboa: Estampa, 1983. (tradução)
- Rafael Sabatini – Scaramouche. Lisboa: Vega, 1991. (tradução)
- Fernand Poskin; (il. de Jacques Poirier) - As aventuras de Odete. Lisboa: Portugália, 1966.
- Edouard Peisson - A viagem de Edgar. Lisboa : Portugália, 196-?.
- Georges Sadoul - A vida de Charlot : romance, conto, novela, teatro, obras de cultura.... Lisboa: Portugália, 196-?.
- Albert Aycard - Os pequenos chineses. Lisboa: Portugália, 1966.
- Wilfred G. Burchett - Bombas sobre Hanói. Lisboa: Seara Nova, 1967.
- Victor de Sá - A crise do Liberalismo e as primeiras manifestações das ideias socialistas em Portugal: 1820-1852. 3ª ed. Lisboa: Livros Horizonte, 1978.
- Jacques-Yves Cousteau, Frédéric Dumas - O mundo do silêncio. Lisboa: Portugália, 196-?.
- Paul Vialar - Clara e os malfeitores. (capa de Infante do Carmo). Lisboa: Portugália, 19--?.
- Germaine Acremant - As solteironas de chapéu verde. Lisboa: Portugália, 1972.
- Germaine Acremant - As solteironas dos chapéus verdes. Lisboa: Portugália, 195-?.
- Marie Maraire - Aldeia S.O.S.. Lisboa: Portugália Editora, 1965.
- Marie Maraire - Os 4 da Rua Sem Nome. (capa e ilustrações de João Câmara Leme). Lisboa: Portugália, 196-?.
- Henriette Robitaillie - A minha casa perdida. (ilustrações de João Câmara Leme). Lisboa: Portugália, 1967.
- Saint-Marcoux - O jardim submerso. (ilustrações de João Câmara Leme). Lisboa: Portugália, 1967.
- Jacqueline Dumesnil - Os companheiros do veado de prata. (capa e ilustrações de João Câmara Leme). Lisboa: Portugália, 1967.
- Yvonne Meynier - Erika das colinas. (capa e ilustrações de João Câmara Leme). Lisboa: Portugália, 1966.
- Mad H. Giraud - As férias de Sir Jerry. (capa e ilustrações de João Câmara Leme). Lisboa: Portugália, imp. 1965.
- André Massepain - O mistério do lago. Lisboa: Portugália, 1966.
- Elsa Triolet - Rosas a prestações. Lisboa: Portugália, 196-?.

#### Organização de textos
- Poesias dispersas (de) Almeida Garrett ; prefácio e notas de Augusto da Costa Dias, Maria Helena da Costa Dias, Luís Augusto Costa Dias. Lisboa: Estampa, 1985.
- Almeida Garrett - Obra política : doutrinação da sociedade liberal : 1824-1827. Lisboa: Estampa, 1991. (Organização, fixação dos textos, prefácio e notas) (com Luís Augusto Costa Dias (coord), João Carlos Lazáro Faria.)
- Almeida Garrett - Obra política : doutrinação da sociedade liberal : 1827. Lisboa: Estampa, 1992. (Organização, fixação dos textos, prefácio e notas) (com Luís Augusto Costa Dias (coord), João Carlos Lazáro Faria.) [4]
- Narrativas e lendas (de) Almeida Garrett. Lisboa: Estampa, 1979. Edição crítíca, fixação do texto, prefácio e notas de Augusto da Costa Dias. Recolha de textos, organização de Maria Helena da Costa Dias.
- Romanceiro (de) Almeida Garrett. Lisboa: Estampa, 1983.